# Eudoxia Decapolitisa
Eudoxia Decapolitisa (en griego medieval: Εὐδοκία ἡ Δεκαπολίτισσα) fue emperatriz bizantina consorte por su matrimonio con el emperador romano Miguel III (840-867), último representante de la dinastía frigia.

## Biografía
Miguel III había ascendido al trono en 842, cuando sólo tenía dos años. Su madre Teodora II, así como el ministro Teoctisto, ejercieron la regencia del Imperio bizantino hasta su mayoría de edad. En el año 855, cuando el joven Miguel contaba 15 años, conoció a Eudoxia Ingerina, a la que convirtió en su amante.
Su madre Teodora no aprobaba esa relación y organizó una serie de encuentros con mujeres en edad de casarse para encontrar una pareja para su hijo. Eudoxia Decapolitisa apareció entonces como una de las pretendientes presentadas al joven emperador. No se conoce su procedencia, aunque su familia necesariamente debía tener orígenes nobles y una posición importante en la corte. La misma Teodora había sido escogida por su suegra Eufrósine del mismo modo. Teodora eligió a su propia nuera, sin permitir la consulta u opinión del propio Miguel en el asunto. Al ser coronado Miguel como nuevo emperador, Eudoxia Decapolitisa se convirtió en emperatriz.
Parece que Miguel ignoró a su nueva esposa y que continuaba su aventura con Ingerina. Se produjo un conflicto entre Miguel y sus regentes hacia noviembre del 855, cuando orquestó, con la ayuda de su tío materno (y por tanto hermano de Teodora) una operación para sacar a su madre y a Teoctisto de la regencia. Al año siguiente ordenó encerrar a sus hermanas en un monasterio y despojó a Teodora de su título de Augusta. Le permitió vivir en el palacio imperial hasta que fue acusada de conspirar contra su hijo al año siguiente, y fue obligada a unirse a sus hijas como monja, en algún momento entre agosto o septiembre del año 857.
No se sabe cuál fue la suerte de Eudoxia Decapolitisa durante esos hechos. Seguía siendo la esposa legal de Miguel III, pero el emperador continuaba ignorándola. Es más, Miguel tuvo con su amante varios hijos (León VI y el patriarca Esteban I). Ingerina estaba casada con un amigo de Miguel, el general Basilio, a quien a efectos legales se le otorgó la paternidad.
Eudoxia Decapolitisa mantuvo el título de emperatriz hasta que su esposo fue asesinado por el propio Basilio en el año 867, momento que se convirtió en nuevo emperador. Basilio no perjudicó a Eudoxia, a quien, ya viuda, se le permitió volver con su familia, desapareciendo de los registros históricos.